# Rangda
Rangda, in giavanese antico la vedova, è la strega malvagia della danza barong. Nella mitologia balinese è considerata la regina dei leyaks e dei wali, i demoni del male e gli spiriti custodi dei luoghi. 
Ranga è associata ai culti di Durgā e Kālī.
I demoni e la loro regina vengono onorati con la parata delle statue ogoh-ogoh alla vigilia del Nyepi in tutto il territorio balinese.

## Origini della maschera

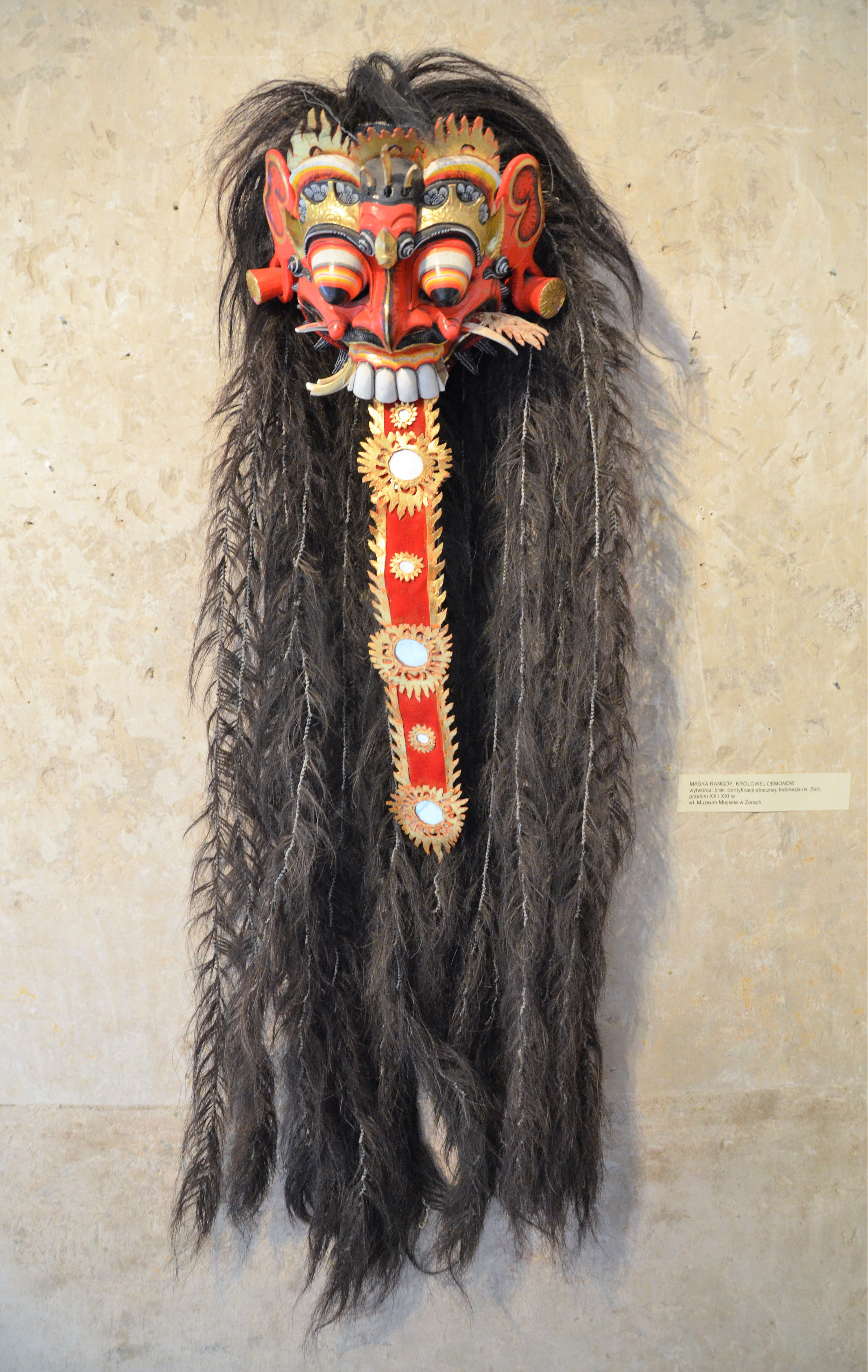
Schizzo a colore di una delle varianti della testa della maschera di Rangda, in cui i capelli sono scuri e realizzati con piume di pavone.

Per lungo tempo eseguite solo durante i rituali religiosi, l'origine delle danze balinesi più antiche viene fatta risalire al tardo XIV e inizio XV secolo d.C. per quelle sacre (wali) e semi-sacre (bebali), mentre si arriva fino alla metà del XIX secolo per quelle da intrattenimento turistico (balih-balihan). Il barong è la più famosa del terzo gruppo e si crede abbia avuto inizio nella regione di Gianyar.
Danza in cui Ranga è l'unico personaggio femminile ed anche quello negativo, viene ampiamente sviluppato nell'episodio finale in cui la battaglia tra Barong (il bene) e Rangda (il male) si conclude con la vittoria del "custode della foresta" e la fuga della strega malvagia.
Nel barong, l’intero universo mitologico e religioso di Bali viene celebrato nella sua interezza attraverso la danza, la musica (gamelan) e il teatro .

## Il carattere

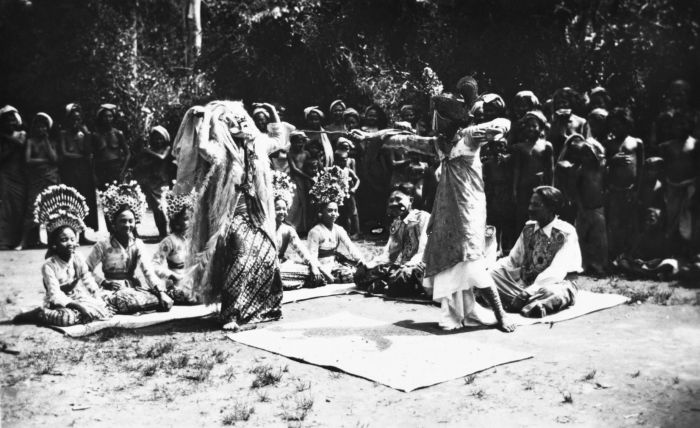
Danza Barong, in scena la strega Rangda e altri ballerini, fotografia in bianco e nero, 1910-1940, Tropenmuseum di Amsterdam.

Rangda è la personificazione delle forze occulte, pertanto la rappresentazione scenica del personaggio incute sorpresa e timore nel vederla. Viene ritenuta una rincarnazione di Kali, con una figura mostruosa dall'enorme testa piena di lunghi capelli ispidi, occhi sporgenti, denti e zanne affilate, bocca aperta da cui esce una lunghissima lingua infuocata. 
Per quanto riguarda l'abbigliamento è solitamente rappresentato da una lunga tunica bianca ricoperta da decorazioni nere, rosse e dorate. Nelle sue mani tiene una fascia di stoffa bianca che rappresenta una fionda per catturare i bambini, di cui si ciba. Il medesimo oggetto lo utilizza come arma contro le forze del Bene.

## Nella cultura popolare
Viene associata a due delle figure femminili balinesi di massima importanza: la dea Durga/Kali (guerra/morte) e alla leggendaria regina Mahendradatta che visse nel X secolo d.C.,  fervente adepta del culto di Durga e grande appassionata di magia nera. 
Rangda è legata anche alla leggenda di Calon Arang, la regina dei leyak di cui è l'incarnazione fino ad oggi. Calon Arang scatenò il caos nell'antica Giava durante il regno di Airlangga alla fine del X secolo.

## Galleria d'immagini

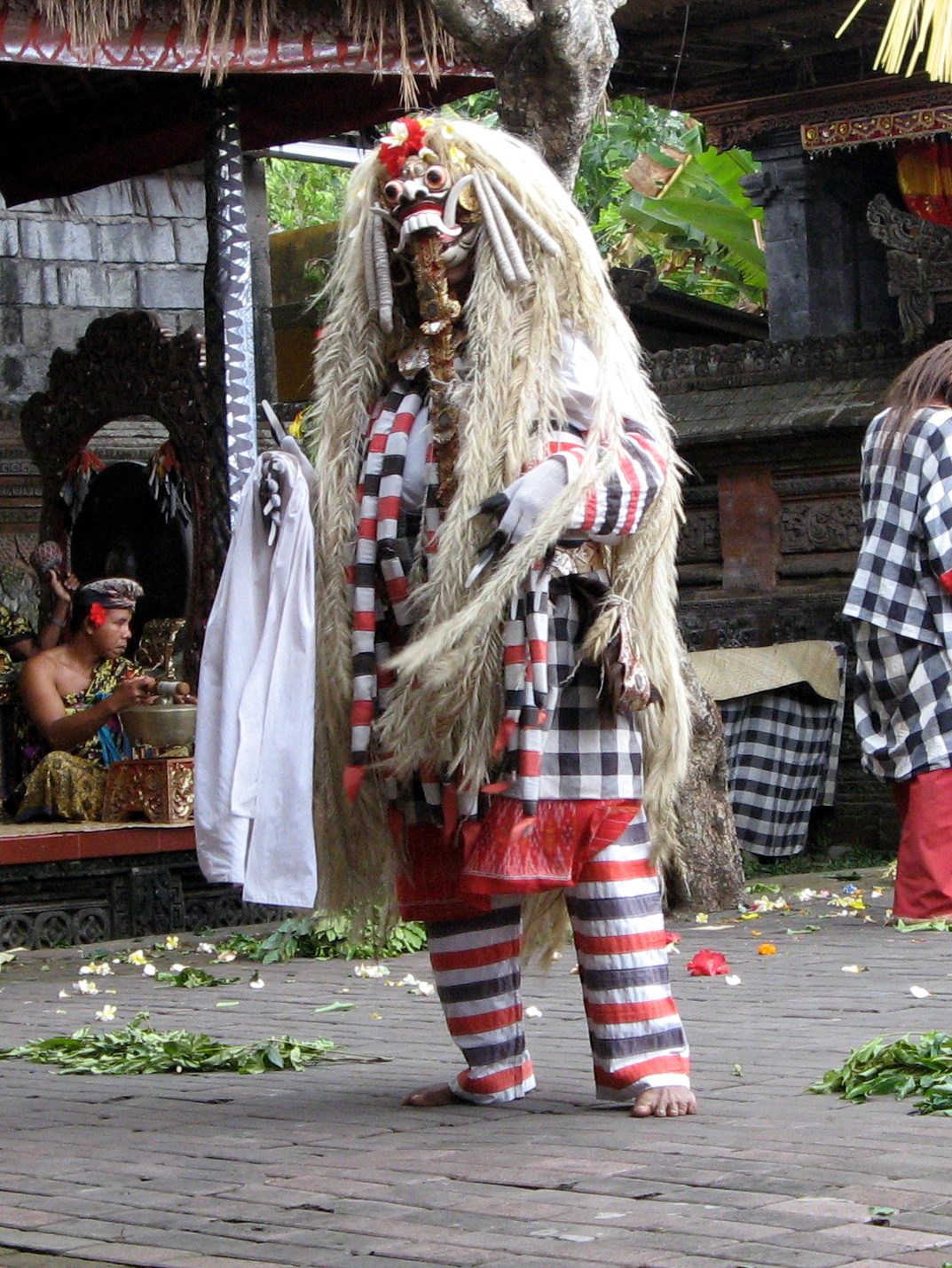
Maschera Rangda a dettagli completi
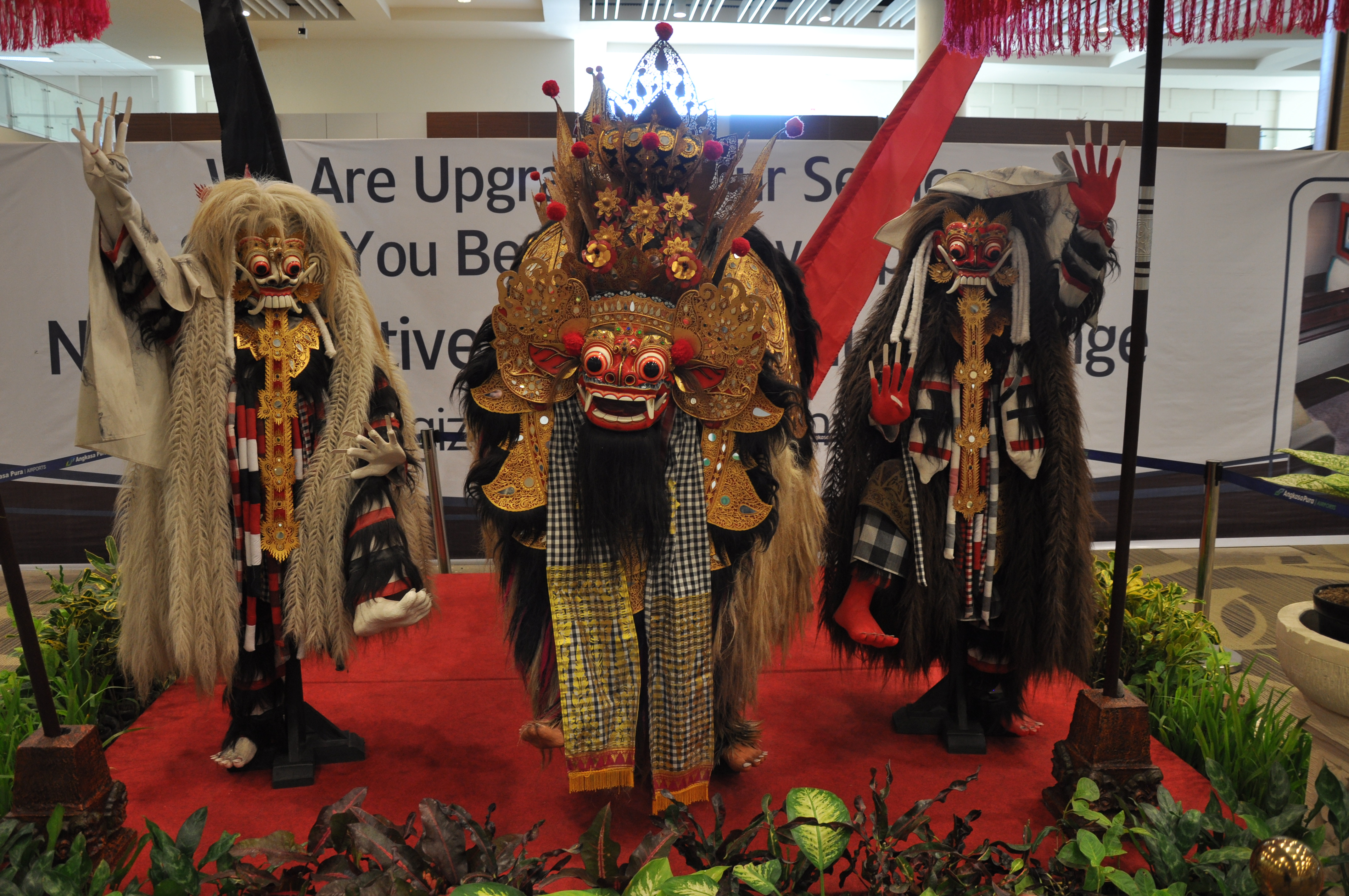
I costumi di Barong e di Rangda
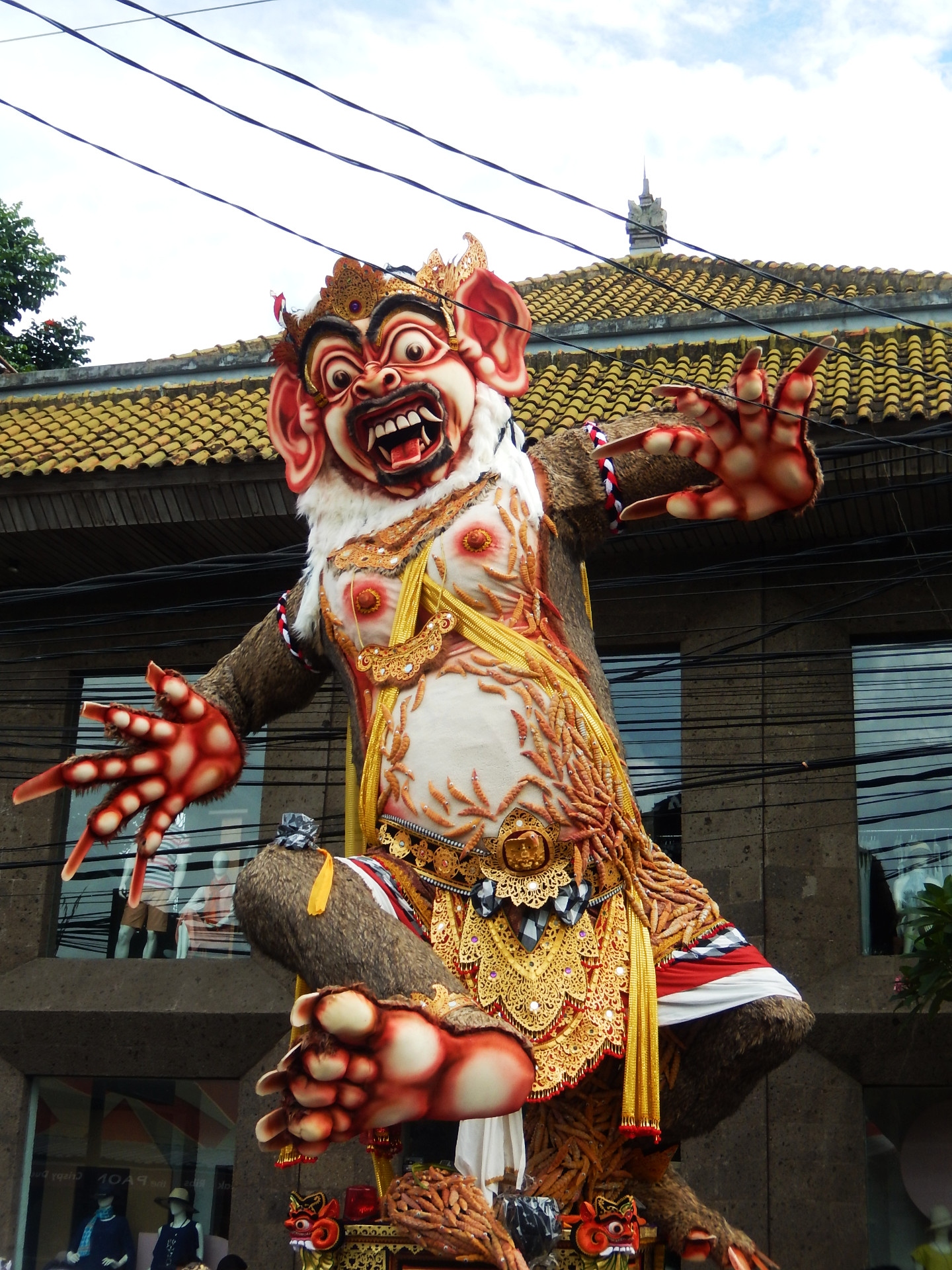
Demone balinese
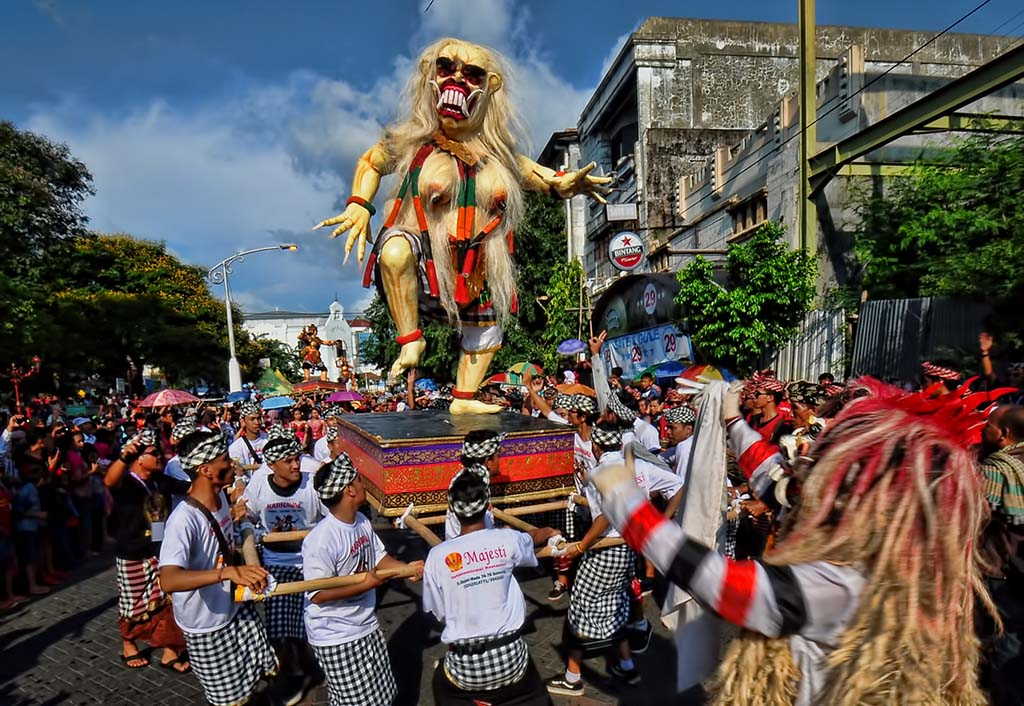
Statua di Rangda durante la parata
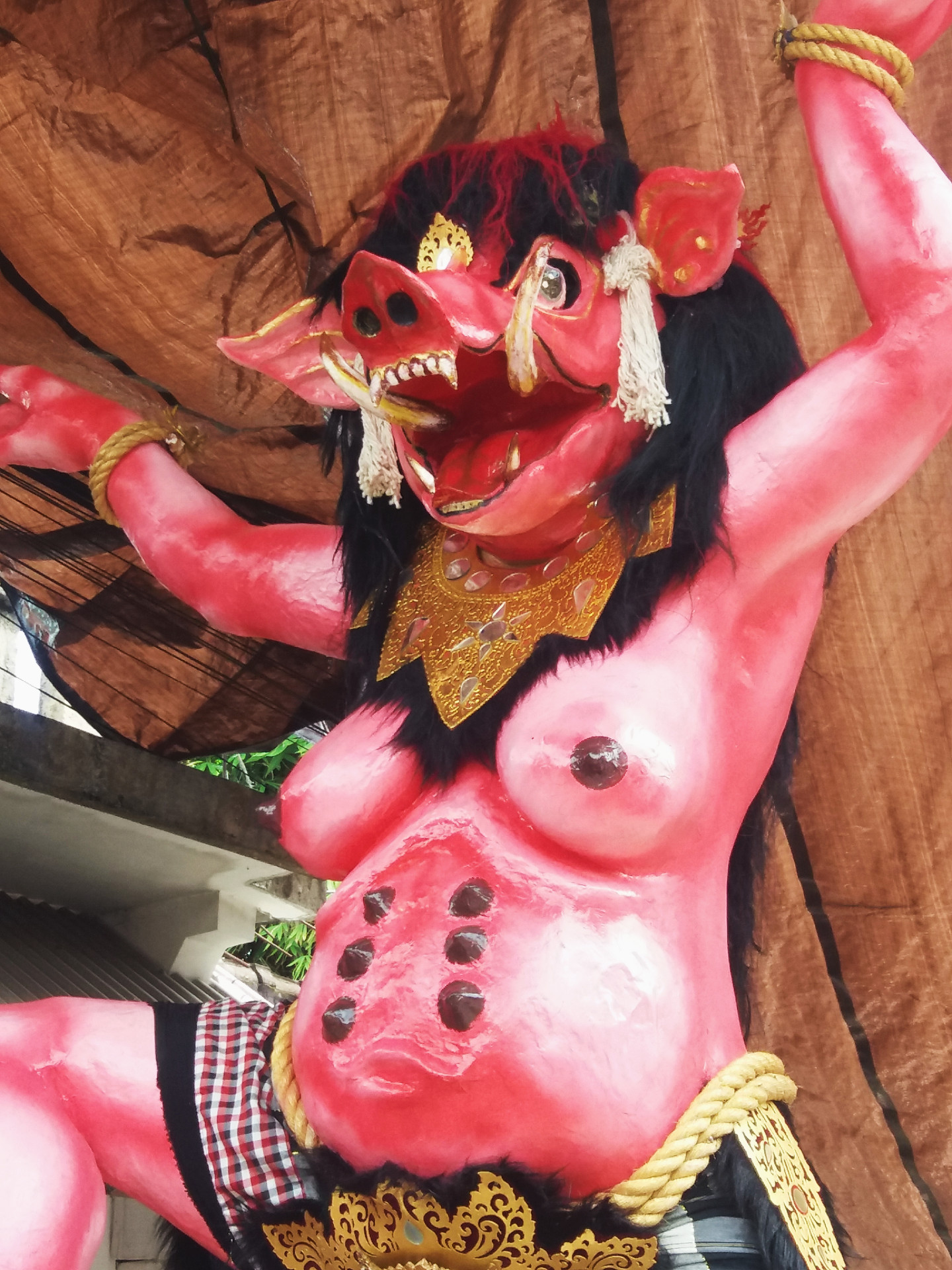
Leyaks dalle sembianze di donna dal volto suino
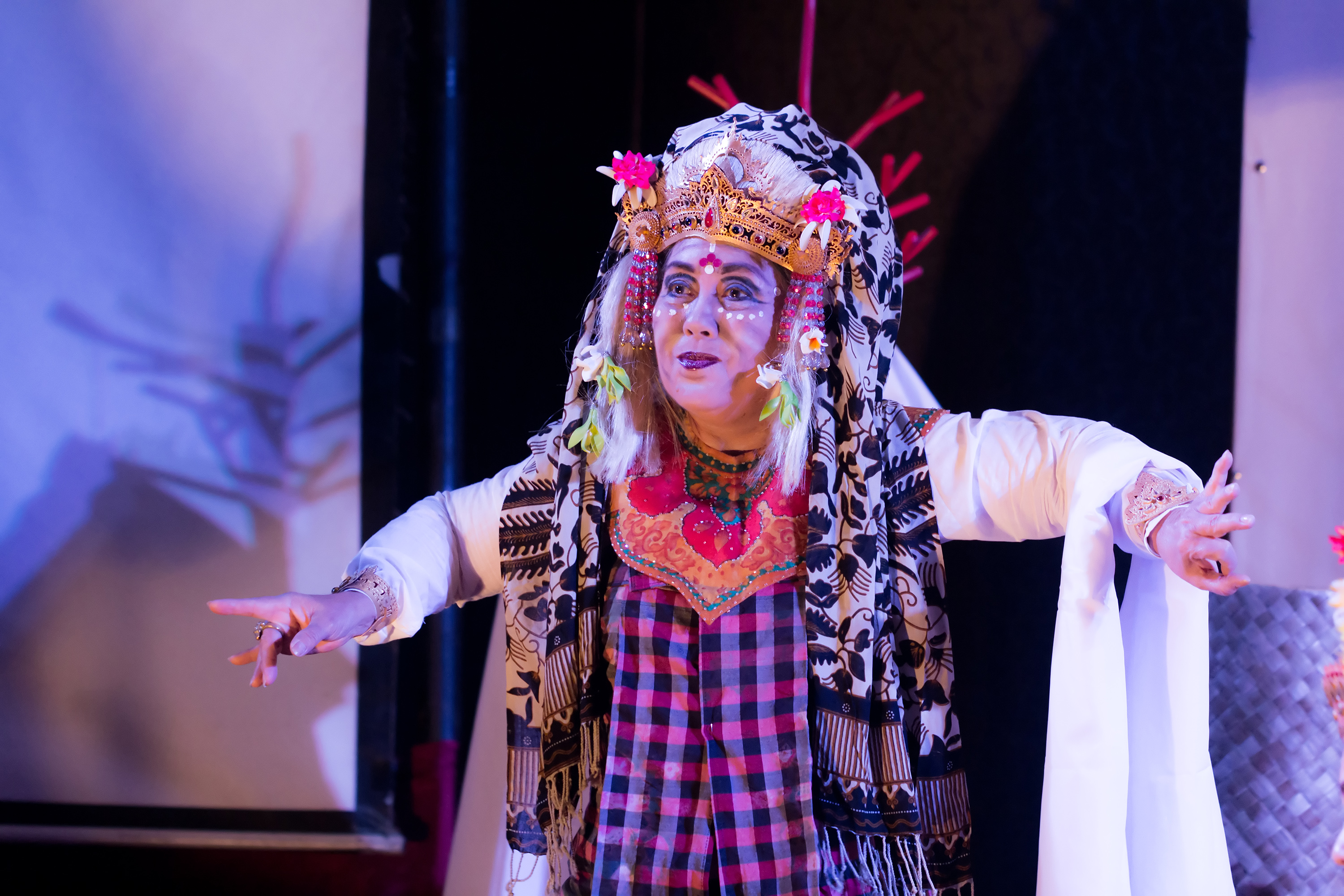
Maschera della strega Calon Arang